# Un chant dans le désert
Pour plus de détails, voir Fiche technique et Distribution.

Un chant dans le désert (Un canto nel deserto) est un film italien réalisé par Marino Girolami, sorti en 1959.

## Fiche technique
- Titre français : Un chant dans le désert[1]
- Titre original italien : Un canto nel deserto
- Réalisateur :Marino Girolami
- Scénario : Max Calandri (it), Arpad De Riso, Andrea Forzano
- Photographie : Giuseppe La Torre
- Montage : Franco Fraticelli
- Musique : Carlo Innocenzi, Ovidio Sarra (it)
- Scénographie : Luciano Zacconi
- Costumes : Giulietta Deriu
- Producteurs : Pietro Ferri (it), Mario Tugnoli
- Société de production : Puck Film
- Pays d'origine :  Italie
- Langue : Italien
- Format : Couleur — 35 mm — 1.37:1 — Mono
- Genre : Film d'aventure
- Durée : 86 minutes
- Dates de sortie :
  - Italie : mai 1959
  - France : 18 décembre 1964[1]

## Distribution
- Claudio Villa : Silvano
- Valeria Fabrizi : Jaqueline
- Paul Müller : Rudi
- Elena Fontana : Mariuccia
- Mariù Gleck : La mère de Silvano
- Odoardo Spadaro :
- Nerio Bernardi :
- Giampiero Littera (it) :
- Nino Vingelli : Un légionnaire
- Ciccio Barbi :
- Enzo G. Castellari :
- Renato Montalbano :